# Michel Angelo Concertouverture
Michel Angelo Concertouverture is een compositie van Niels Gade. Gade schreef tal van werken, die alleen in manuscriptvorm bewaard bleven. Doorgaans zijn zijn gepubliceerde werken bekender en worden vaker uitgevoerd. Bekend werd deze ouverture niet, toch zijn er een aantal uitvoeringen bekend. Het werk werd daarbij niet geschreven als behorende bij een toneelstuk, maar voor bij een concert:
- Keulen op 28 januari 1862. Gade dirigeerde zelf, andere werken die die avond uitgevoerd werden waren diens Frühlingsbotschaft en Symfonie nr. 4.
- Utrecht in 1873 stond het op de lessenaar bij het Toonkunstorkest, waarschijnlijk onder leiding van Johannes Verhulst;
- Düsseldorf, 6 juni 1881 een concert onder leiding van Gade met ook diens Zion, Felix Mendelssohn Bartholdy's Lobgesang en de Symfonie nr. 7 van Ludwig van Beethoven
- Kopenhagen op 23 februari 1917 werd het werk gespeeld in Det Konglige Teater ter gelegenheid van de viering van de 100e geboortedag van de componist.

Het werk is opgedragen aan Adolf Bernhard Marx, een collegacomponist.